# Johann Jakob Weitbrecht (Typograf)
Johann Jakob Weitbrecht (russisch Иван Иванович Вейтбрехт (Iwan Iwanowitsch Weitbrecht); * 1744; † 3. Mai 1803 in Sankt Petersburg) war ein deutscher Typograph, Musikalienhändler und Verleger sowie Hoflieferant in Sankt Petersburg. 

## Biografie
Der Sohn von Johann Jakob Weitbrecht senior (* 1713) und Neffe des in Sankt Petersburg wirkenden Anatomen Josias Weitbrecht studierte unbelegten Quellen nach an der Universität Tübingen. Sein Vater, der aus der Schorndorfer Linie der Familie Weitbrecht abstammte, war zu jener Zeit noch in Württemberg tätig, ließ sich aber später als Buchhändler in Greifswald nieder, wo er es zu einem gewissen Bekanntheitsgrad gebracht und gute Verbindungen zu zahlreichen europäischen Kollegen aufgebaut hatte. Dies prägte auch Johann Jakob junior und er entschied daraufhin, im Jahre 1765 nach St. Petersburg zu ziehen, um dort ebenfalls als Buchhändler und Typograph tätig zu werden. In St. Petersburg gehörten die Söhne und Töchter seines Onkels Josias zu den in jener Zeit annähernd 50.000 Deutschen Einwohnern. Einer dieser Söhne, sein Vetter Karl Ernst Weitbrecht (1747–1797), war dort ebenso als Typograph tätig und es kann durchaus denkbar sein, dass die notwendigen Kontakte vor Ort durch ihn ermöglicht wurden.
Weitbrecht übernahm zunächst die Leitung des ausländischen Buchladens an der Russischen Akademie der Wissenschaften und eröffnete drei Jahre später sein eigenes Geschäft für Typographie und Buchhandel am Newski-Prospekt, einer schon damals bedeutenden Prachtstraße in St. Petersburg. Schnell erwarb sich Weitbrecht den Ruf eines erfahrenen Buchhändlers und Fachmannes für Antiquitäten und wurde daraufhin 1775 in den Rang eines Hofbuchhändlers gestellt. 
Den größten Teil seines Sortiments umfassten Bücher, die von der freien Wirtschaftsgesellschaft in Auftrag gegeben wurden. Zusätzlich betätigte er sich wie die anderen in St. Petersburg niedergelassenen ausländischen Typographen und Buchhändler zunehmend mit den Druck und der Herausgabe musikalischer Werke und musikwissenschaftlicher Fachliteratur für eine kulturhungrige Mittel- und Oberschicht. Dazu betrieb er noch Handel mit Musikinstrumenten, technischem Zubehör, Schreib- und Notenpapier und sonstigen Artikeln des täglichen Bedarfs sowie mit topographischen und militärischen Karten. In seinen Musikalienhandlungen wurden ferner Theater- und Konzertkarten verkauft sowie Privatlehrer und Erziehungsanstalten vermittelt. Hierdurch gehörte Weitbrecht zu denjenigen, die das Musikverlagswesen in Russland maßgeblich mit aufgebaut hatten. 
Ein Jahr später, 1776, gründete er zusammen mit dem aus Holstein stammenden und seit 1770 ebenfalls in St. Petersburg tätigen Verleger und Typographen Johann Karl Schnoor (1738–1812) die Privattypographie „Weitbrecht & Schnoor“, die beide im Jahr 1778 um eine Filiale in Moskau erweiterten. Im Jahre 1781 stellte Weitbrecht seinen Partner Schnoor frei, damit dieser den Leiter der Senatstypographie Bernhard Theodor Breitkopf (1749–1820), Sohn des Leipziger Musikverlegers Johann Gottlob Immanuel Breitkopf, maßgeblich bei seiner Arbeit unterstützen konnte. Johann Jakob Weitbrecht führte seine Geschäfte nun alleine weiter und baute seine Kontakte zu Regierungsbehörden und zu bedeutenden Privatpersonen aus. 
Infolge eines Erlasses der Zarin Katharina II. vom 27. August 1784, die eine Konzession zur Errichtung einer Privatdruckerei für den Druck russischsprachiger Schriften beinhaltete, gründete Weitbrecht schließlich die Kaiserliche Typographie für die Bedürfnisse des Kaiserlichen Kabinetts und des Außenkollegiums. Damit war es Weitbrecht möglich geworden, seine Angebotspalette deutlich zu erweitern. Weiterhin druckte und verlegte Weitbrecht zwischen 1785 und 1794 das „Journal de la musique“ für Klavier mit jeweils 13 Musikstücken pro Heft. Nach seinem Tod im Jahre 1803 wurde seine Privatdruckerei noch bis 1814 aufrechterhalten.